# 吳耀庭
吳耀庭（1926年6月20日—2012年2月4日），出生於台南市北門區，台灣企業家。大統集團創辦人，也是引進美國好市多合資開設台灣首間Costco高雄店（2022年股權全數售予美國好市多）。

## 生平與事業
吳耀庭出生於1926年台南北門的溪底寮，早年跟隨家人從事營造包工業務，之後受高雄一家日本營建商雇用。他自述17歲時到吉井百貨店（後改名為高雄百貨公司，已停業）替母親買鏡子，卻在當下被店員的「打量」刺傷；此事使他有了將來自己開百貨公司的念頭。
戰後，吳耀庭在三塊厝開設了一家店鋪，名為「新高百貨店」。1950年時，又在高雄百貨公司開設攤位，經營衣料毛線。在1953年，吳耀庭前往日本，在當地百貨公司從事基層工作，半年後回到台灣籌建大新百貨公司，並在1954年動工。初期百貨建築內開設「中國襯衣行」、「新高絨線行」和「大新百貨行」三個攤位。吳耀庭於1958年將三個攤位合併為「大新百貨企業股份有限公司」，是第一家由台灣人創建的百貨公司。
1968年，吳耀庭於鹽埕區再創設「華王大飯店」1970年時，吳耀庭前往美國、日本、香港等地考察。1972年時在屏東縣長治鄉設立「大新畜牧場」。大統百貨公司則在1973年動工、1975年開幕（1995年毀於火災）。1984年再開設大立百貨，當時是台灣規模最大的百貨公司。
其事業如今已發展成大統集團。

## 家庭
吳耀庭育有三子。
- 大房長子吳進億：華王大飯店（已售出，原本土地是其大房持有，飯店是二房管理）

- 大房次子吳天翼：大統畜牧，好市多大股東，澄清湖門口原麥當勞店面

- 二房兒子吳振華：大統百貨
  - 二房長孫吳冠威：集團董事，掌管百貨與土地等業務開發
  - 二房次孫吳冠宇：大樂事業部總經理，主導大樂與好市多經營